# Vasily Mikhailovich Badanov
Vasily Mikhailovich Badanov (tiếng Nga: Васи́лий Миха́йлович Бада́нов; 14 tháng 12 năm 1895 - 1 tháng 4 năm 1971) là một tướng lĩnh Hồng quân Liên Xô, nổi tiếng với vai trò lãnh đạo trong Cuộc đột kích Tatsinskaya (1942) và sau đó là tư lệnh Tập đoàn quân xe tăng 4 (1943-1944).

## Thiếu thời
Badanov sinh ra ở Verkhnyaya Yakushka năm 1895. Ông từng tốt nghiệp trường sư phạm, tuy nhiên khi Thế chiến thứ nhất nổ ra, ông được trưng ngũ vào quân đội Đế quốc Nga. Do có học thức, ông được đưa đi học trường sĩ quan và tốt nghiệp năm 1916, một năm trước Cách mạng Tháng Mười. Badanov được phong cấp Trung úy (пору́чик) và được phân công chỉ huy cấp trung đội và đại đội tại Phương diện quân Tây Nam.
Khi Cách mạng tháng Mười nổ ra, quân đội Đế quốc Nga tan rã. Binh sĩ trong đơn vị ông ngả theo những người Bolshevik, bầu ông làm Ủy viên trung đoàn. Sau khi trở về từ mặt trận, ông trở về nghề dạy học; tuy nhiên, đến năm 1919, ông gia nhập Hồng quân và Đảng Bolshevik năm 1919, sau đó, phục vụ trong Hồng quân tham chiến trong Nội chiến Nga, với tư cách là một chỉ huy và sĩ quan tham mưu của một lữ đoàn súng trường. Ông chiến đấu ở Mặt trận phía Đông chống lại quân Kolchak, và sau đó là ở mặt trận phía Tây chống lại quân thổ phỉ Belarus vũ trang chống Liên Xô.

## Thời kỳ giữa cuộc chiến
Badanov giữ chức trợ lý trưởng tạm thời của trường huấn luyện của Lữ đoàn độc lập số 21 của Cheka từ tháng 10 năm 1921, sau đó chuyển sang phục vụ cùng vị trí với Lữ đoàn độc lập số 13 của Cheka. Ông trở thành chỉ huy và chính ủy Tiểu đoàn 29 độc lập Gomel thuộc OGPU của Phương diện quân Tây vào tháng 6 năm 1922. Sau khi giữ chức vụ chỉ huy và chính ủy Trung đoàn Súng trường số 1 của OGPU từ tháng 12 năm 1923, Badanov tham gia khóa học Vystrel vào tháng 10 năm 1926. Khi tốt nghiệp vào tháng 11 năm 1927, ông được bổ nhiệm làm chỉ huy trưởng kiêm chính ủy quân sự của Trung đoàn Chapayev độc lập số 26 của OGPU. Sau khi được cử đi làm trưởng khóa học súng máy của Trường Đào tạo Chỉ huy Dự bị Trường Saratov ở Quân khu Volga trong tháng 1 năm 1930, ông hoàn thành khóa đào tạo lại tại các Khóa học Nâng cao của Chỉ huy Thiết giáp Leningrad từ tháng 12 năm 1930 đến tháng 5 năm 1931. Sau khi hoàn thành các khóa học, Badanov trở thành một tiểu đoàn trưởng tại Trường Thiết giáp Saratov.

## Chiến tranh Vệ quốc vĩ đại
Được ghi nhận vì tài chỉ huy xuất sắc Quân đoàn xe tăng 24 vào năm 1942 trong chiến dịch Stalingrad, Badanov được thăng cấp Trung tướng ngay sau Cuộc đột kích Tatsinskaya và trở thành người đầu tiên nhận được Huân chương Suvorov hạng Nhì, năm 1943. Badanov chỉ huy Tập đoàn quân xe tăng 4 trong năm 1943-1944, mà ông chỉ huy trong Trận Kursk.
Badanov bị thương nặng trong Chiến dịch Lvov–Sandomierz, và được giao nhiệm vụ chuẩn bị lực lượng cơ giới và xe tăng Liên Xô cho tiền tuyến trong suốt thời gian còn lại của cuộc chiến. Ông từng là sĩ quan chỉ huy các đơn vị xe tăng của Cụm quân Trung tâm trong những năm 1946-1950.
Badanov nghỉ hưu năm 1953. Ông qua đời tại Moskva năm 1971.

## Danh hiệu và giải thưởng
- Huân chương Lenin
- Huân chương Cờ đỏ, ba lần
- Huân chương Suvorov, hạng 2
- Huân chương Kutuzov, hạng 2
- Huân chương Chiến tranh Vệ quốc, hạng 2
- Huân chương Sao đỏ

### Trích dẫn
1. 1 2  Tsapayev & Goremykin 2011, tr. 563–565.